# Ганглофземерн
Ганглофземерн (њем. Gangloffsömmern) општина је у њемачкој савезној држави Тирингија. Једно је од 55 општинских средишта округа Земерда. Према процјени из 2010. у општини је живјело 1.067 становника. Посједује регионалну шифру (AGS) 16068013.

## Географски и демографски подаци
Ганглофземерн се налази у савезној држави Тирингија у округу Земерда. Општина се налази на надморској висини од 173 метра. Површина општине износи 14,6 km². У самом мјесту је, према процјени из 2010. године, живјело 1.067 становника. Просјечна густина становништва износи 73 становника/km².